# Asfaltadora

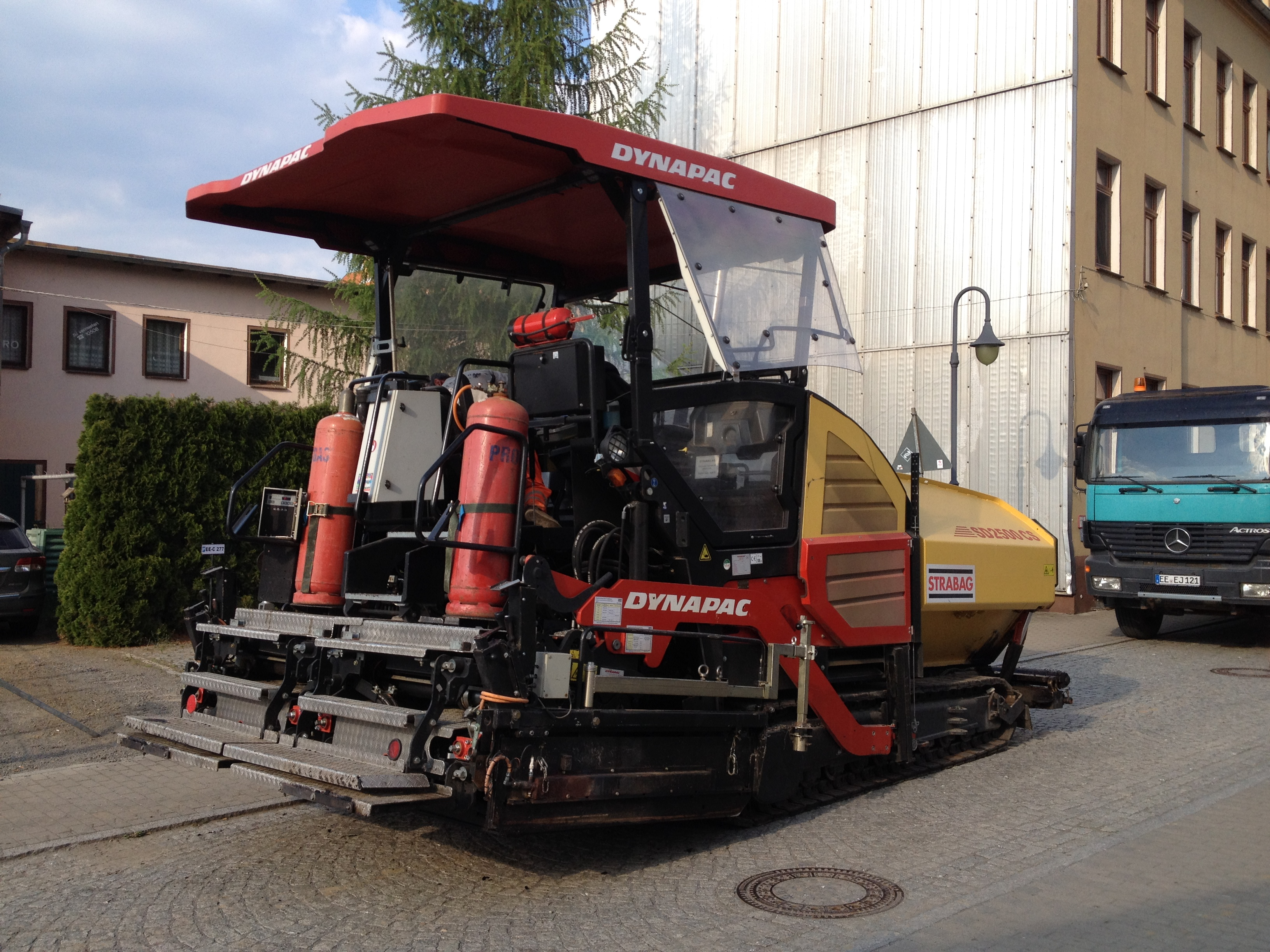
Asfaltadora o pavimentadora aparcada.

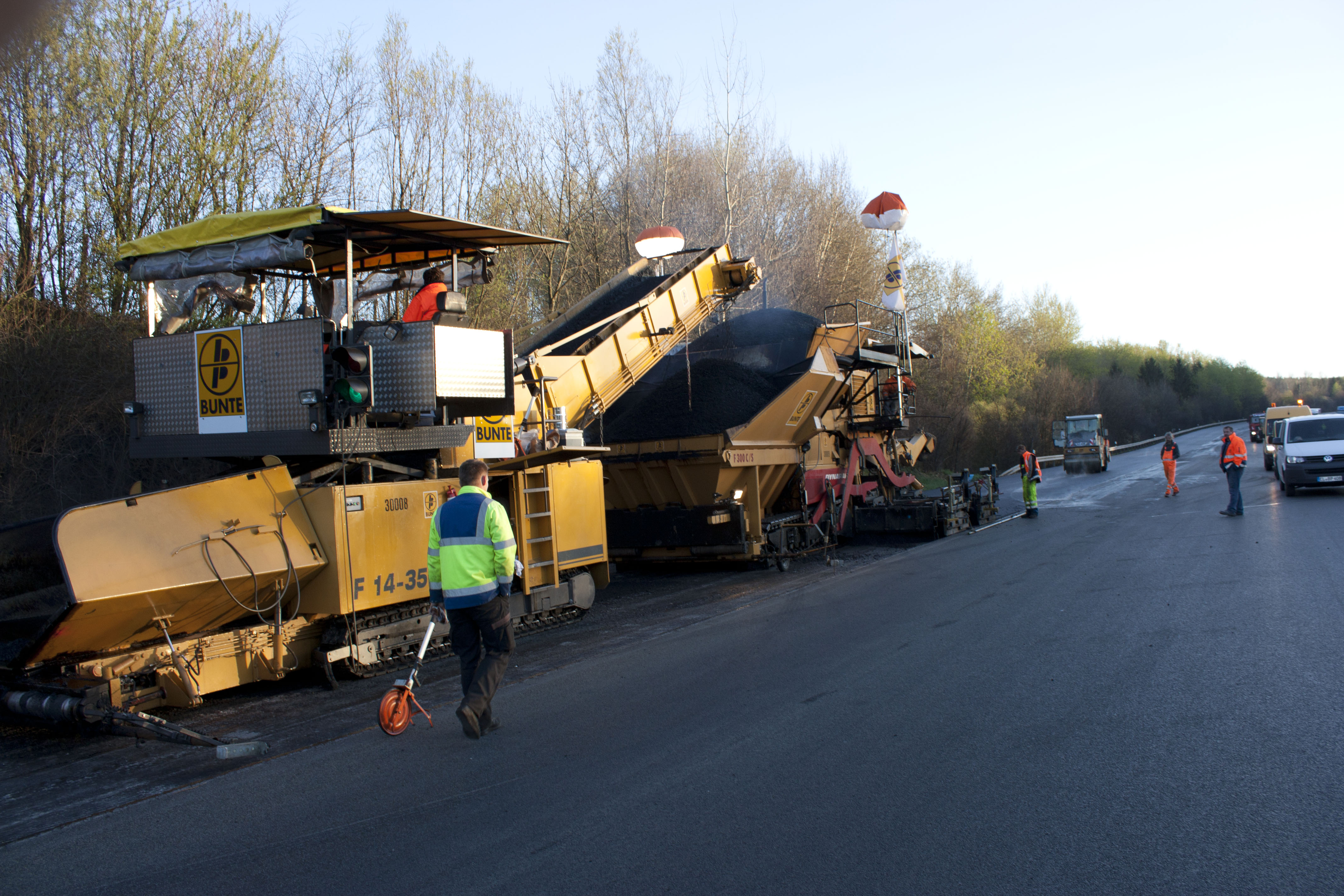
Asfaltadora o pavimentadora trabajando.

La Asfaltadora (Pavimentadora, Máquina de pavimentación, Acabador de pavimento, Finalizador de asfalto) es un equipo de construcción utilizado para colocar una capa de asfalto en carreteras, puentes, estacionamientos y otros lugares similares. Coloca el asfalto plano y proporciona una compactación menor antes de que sea compactado por un rodillo o apisonadora.

## Historia
La asfaltadora fue desarrollada por Barber Greene Co., que originalmente fabricó sistemas de manejo de materiales.
En 1929, el Chicago Testing Laboratory se acercó a la Barber Green Co. para utilizar sus cargadoras de materiales en construcción de carreteras de asfalto. Esto no resultó en una asociación, pero Barber Greene Co. desarrolló una máquina basada en la pavimentadora de concreto de ese tiempo, que mezclaba y colocaba el concreto en un proceso sencillo. Esta configuración probó no ser tan efectiva como se deseaba y el proceso fue separado, dando lugar a la asfaltadora moderna.
En 1933, fue inventado el reglón flotante independiente, y cuando se combinó con la barra apisonadora proveyó una densidad y espesor de material uniforme.
Harry Barber solicitó una patente para "Máquina para y proceso de colocar carreteras", el 10 de abril de 1936 y recibió la patente U.S. Patent 2,138,828, el 6 de diciembre de 1938. Las principales características de la asfaltadora desarrollada por Barber Greene Co., han sido incorporadas en muchas asfaltadoras desde entonces, aunque se han hecho mejoras al control de la máquina.

## Partes
| Español          | Español                     | Inglés            |
| Partes           | Componente                  | Inglés            |
| ---------------- | --------------------------- | ----------------- |
| Tractor          |                             | Tractor           |
| Tolva            |                             | Hopper            |
| Tolva            | Rodillos de empuje          | Push rollers      |
| Tolva            | Transportador de banda      | Conveyor          |
| Tolva            | Compuertas de flujo         | Flow gates        |
| Cámara           |                             | Auger chamber     |
| Cámara           | Transportador de tornillo   | Auger             |
| Brazos laterales |                             | Side arms         |
| Brazos laterales | Punto de remolque           | Tow points        |
| Brazos laterales | Pistón de punto de remolque | Tow points rams   |
| Reglón           |                             | Screed            |
| Reglón           | Estructura de reglón        | Frame screed      |
| Reglón           | Placa de reglón             | Plate screed      |
| Reglón           | Placa de Borde              | Edger plate       |
| Reglón           | Extensiones de reglón       | Screed extensions |
| Reglón           | Corona                      | Crown             |
| Reglón           | Manivela de profundidad     | Depth crank       |
| Reglón           | Vibradores                  | Vibrators         |
| Reglón           | Barra apisonadora           | Tamper bar        |
| Reglón           | Calentadores                | Heaters           |
| Reglón           | Sensor de pavimento         | Grade sensor      |

## Operación
El asfalto es añadido por una volqueta o una unidad de transferencia de material en la tolva de la asfaltadora. Entonces, el transportador de banda lleva el asfalto desde la tolva, pasando las compuertas de flujo, hacia el transportador de tornillo, el cual apila el asfalto y lo dispersa en su cámara, y provee la compactación inicial.
La asfaltadora deberá proveer una superficie uniforme y pareja tras el reglón. En orden para proveer una superficie pareja se utiliza un reglón libre flotante. Éste esta colgado al extremo de unos largos brazos laterales horizontales, con esta configuración se reduce el efecto de topología del terreno o base, en la superficie final. La altura del reglón se controla por un número de factores: 1) el ángulo de ataque, peso y vibración del reglón; 2) el asfalto; y 3) la fuerza de remolque.
Para concordar con los cambios de elevación del pavimento final de la carretera, las asfaltadoras modernas utilizan controles de reglón automáticos, los cuales generalmente controlan el ángulo de ataque del reglón a partir de información recopilada desde un sensor de pavimento. Se utilizan controles adicionales para corregir la pendiente, corona o superelevación del pavimento final.
En orden de proveer una superficie pareja, la asfaltadora deberá proceder a una velocidad constante y tener un apilamiento consistente de asfalto en frente del reglón. Un incremento en el apilamiento o velocidad de la asfaltadora causará que el reglón suba, resultando en mayor cantidad de asfalto colocado, dando una capa más gruesa y una superficie final desigual. Alternativamente, un decremento en asfalto o caída de velocidad causará que el reglón baje y que la capa sea más fina. 
La necesidad de velocidad constante y suministro de asfalto, es una de las razones para utilizar unidades de transferencia de material en combinación con la asfaltadora. Una unidad de transferencia de material permite un suministro constante de material sin contacto a la asfaltadora , produciendo una mejor superficie final. Cuando se utilizan volquetas para llenar la tolva de la asfaltadora, se puede producir contacto entre ambas o causar el cambio de velocidad y se afecta la altura del reglón. 